# Smirov Dol, Pernik
Smirov Dol (în bulgară Смиров Дол) este un sat în comuna Zemen, regiunea Pernik,  Bulgaria. 

## Demografie
Componența etnică a satului Smirov Dol
     Bulgari (100%)
     Nicio identificare (0%)
     Altele (0%)
La recensământul din 2011, populația satului Smirov Dol era de 13 locuitori. Din punct de vedere etnic, toți locuitorii erau bulgari.